# ニモ・チューブ

番号0のバーンインを示すBA0000-P31チューブの桁

ニモ（英語: Nimo）は、1960年代半ば頃に、Industrial Electronics Engineers（IEE）によって製造された非常に小さなブラウン管（CRT）の商標であり、10個の電子銃とそれに対応する電子ビームを数字として形作るためのステンシルを備えていた。

## 詳細
ニモは、キャラクトロンと動作原理は類似している。しかし、単に1桁の表示をするか、特別な水平磁気偏向システムを用いて4桁または6桁の表示をするのが目的であったため、キャラクトロンと比べてはるかに単純な設計になっている。3種類の電極（フィラメント、アノード、10種類のグリッド）しかないため、CRTの駆動回路は非常にシンプルで、画像がガラス面に投影されるため、たとえば、ニモが取って代わろうとしたニキシー管よりもはるかに広い視野角が広い。
CRTには、アノードに1750Vの直流（DC）が必要で、フィラメントには1.1Vの交流（AC）が必要で、フィラメントにはカソードバイアスが必要であった。
ドイツの無線関連メーカであるテレフンケンは、許諾なく設計のコピーをXM1000という型番で販売しようとしたが、1969年にIEEに訴えられ、すでに製造されたすべてのコピーを廃棄しなければならなかった。この廃棄を逃れたコピーはわずかで、それらのほとんどはまだラベル付けされていなかった。